# Gröpern 26 (Quedlinburg)

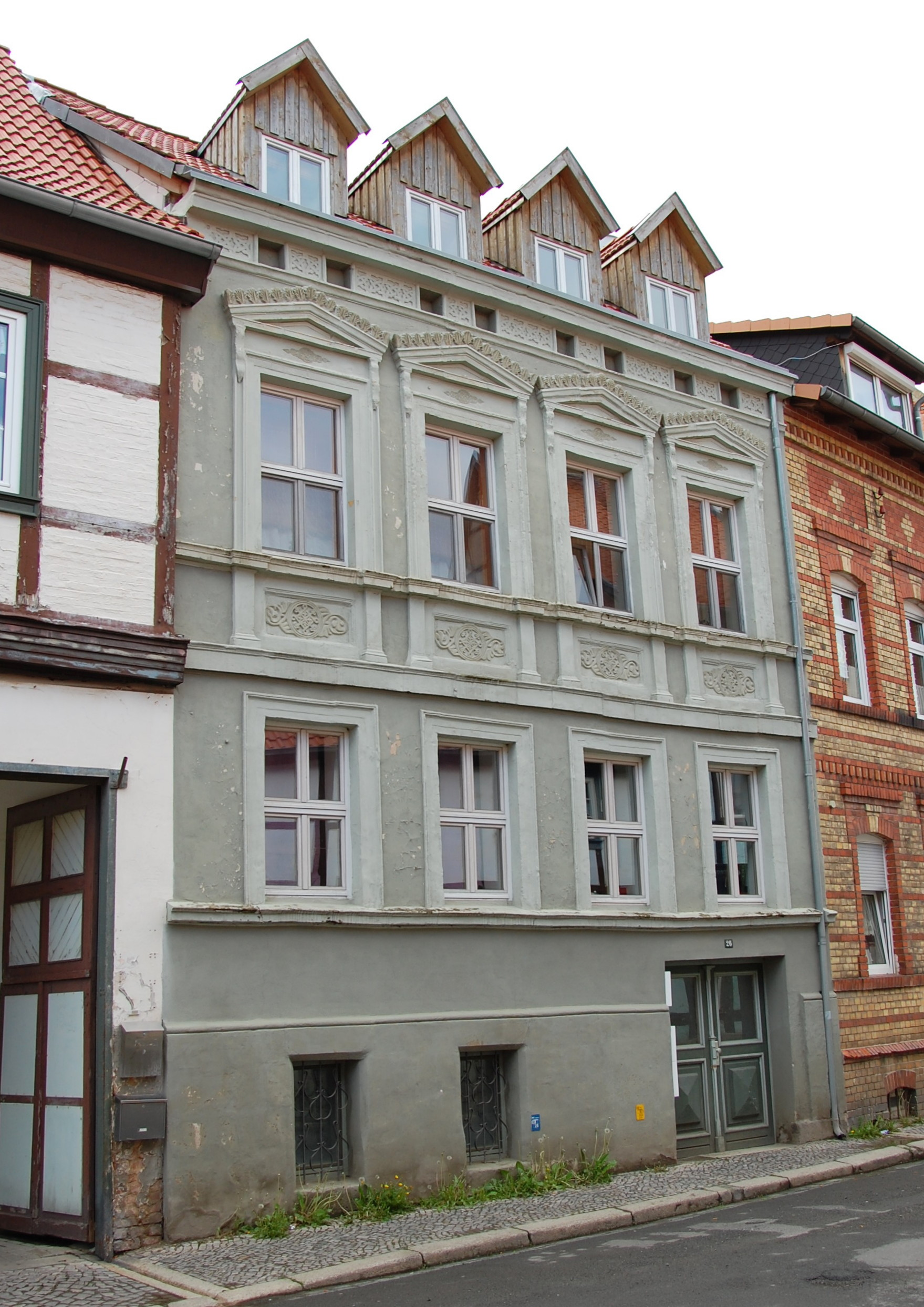
Haus Gröpern 26

Das Haus Gröpern 26 ist ein denkmalgeschütztes Gebäude in Quedlinburg in Sachsen-Anhalt.

## Lage
Das im Quedlinburger Denkmalverzeichnis als Wohnhaus eingetragene Gebäude befindet sich nördlichen der Quedlinburger Altstadt auf der Ostseite der Straße Gröpern. Nördlich grenzt das gleichfalls denkmalgeschützte Haus Gröpern 25 an.

## Architektur und Geschichte
Das in massiver Bauweise errichtete zweigeschossige Gebäude geht auf ein altes, massives aus Bruchsteinen und Sandsteinquadern errichtetes Haus zurück, dessen Reste insbesondere auf der Hofseite noch erkennbar sind. Möglicherweise verfügte dieser Vorgängerbau über einen in Fachwerkbauweise errichteten Aufsatz. Die heutige Fassade stammt aus der Zeit um 1860 und ist im Stil des Klassizismus gestaltet.